# 전기오르간

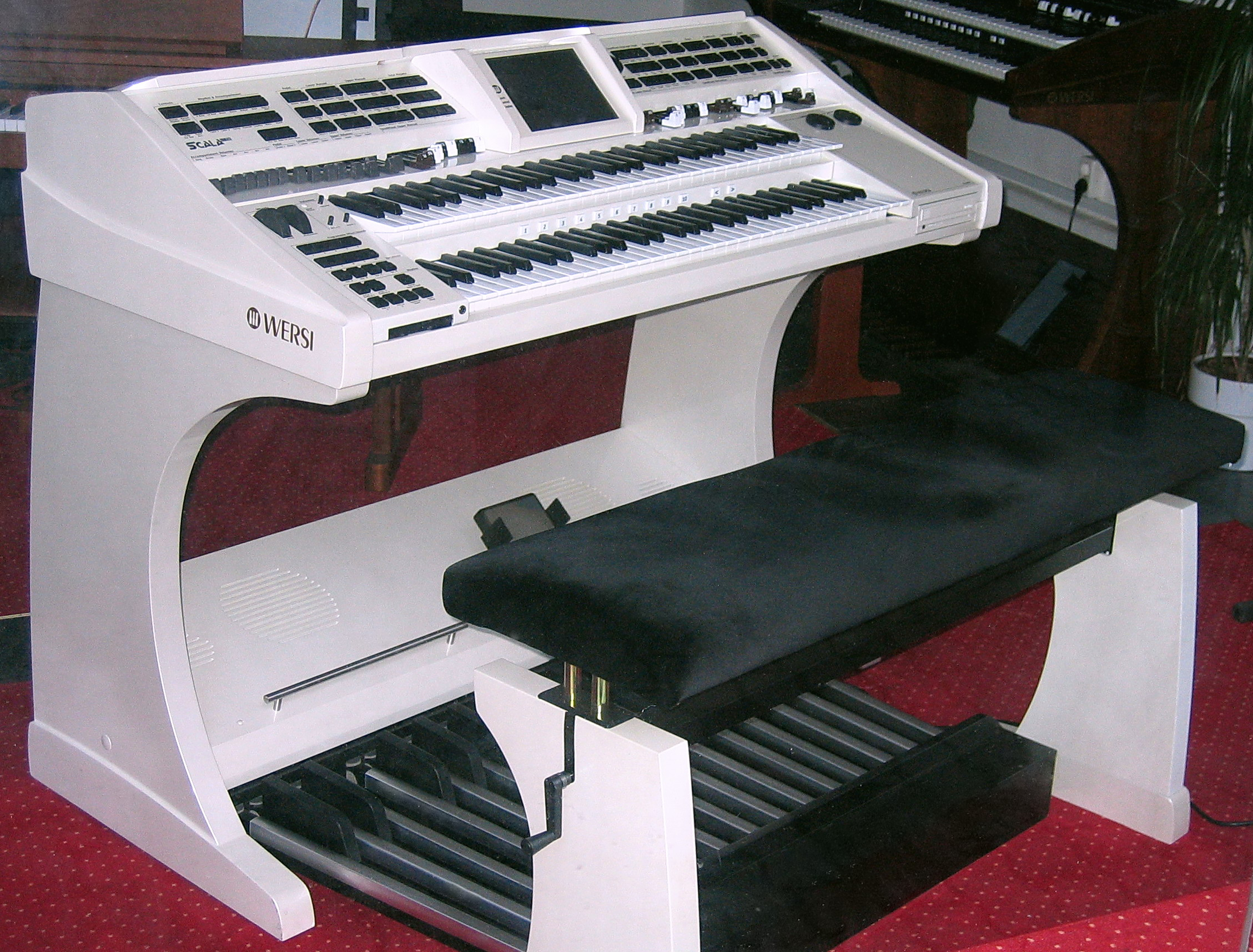

전기오르간 또는 전자오르간은 하모늄, 파이프 오르간, 극장 오르간에서 파생된 전자 건반 악기이다. 원래는 오케스트라 사운드를 모방하기 위해 설계되었지만 이후 여러 유형의 악기로 발전했다.
- 팝, 록, 재즈에 사용되는 해먼드 스타일 오르간
- 파이프 오르간을 모방하고 주로 교회에서 사용되는 디지털 교회 오르간
- 콤보 오르간, 홈 오르간, 소프트웨어 오르간을 포함한 기타 유형

## 같이 보기
- 디지털 피아노
- MIDI
- 오르간